# Wiesbaden
Wiesbaden je glavni grad njemačke pokrajine Hessena. On je, kako mu ime kaže, grad ljekovitih izvora. Leži između zapadnih obronaka Taunusa i rijeke Rajne.
Razvijena je industrija farmaceutskih i kemijskih proizvoda (sintetičke tkanine, vatrostalnog materijala, rashladnih uređaja, kirurških instrumenata, tekstila, strojeva, cementa). U okolici Wiesbadena razvijeno je i vinogradarstvo, tj. proizvodnja pjenušavih vina.

## Gradovi prijatelji
- Fondettes, Francuska
- Gent, Belgija
- Kefar Sava, Izrael
- Klagenfurt, Austrija
- Ljubljana, Slovenija
- Montreux, Švicarska
- Ocotal, Nikaragva
- San Sebastián, Španjolska
- Royal Tunbridge Wells, Ujedinjeno Kraljevstvo
- Wrocław, Poljska

## Vanjske poveznice
- Službena stranica

### Ostali projekti
|  | Zajednički poslužitelj ima još gradiva o temi Wiesbaden |